# Sing-Sing – Das Haus ohne Hoffnung
Sing-Sing – Das Haus ohne Hoffnung ist ein US-amerikanisches Kriminalfilm aus dem Jahr 1927 von Edward Laemmle mit Ralph Lewis und Johnnie Walker in den Hauptrollen. Der Stummfilm wurde von Universal Pictures produziert und basiert auf einer Originalstory von Bayard Veiller.

## Handlung
Bei der Verlobungsfeier von Mary Travis und Tom Sinclair wird dessen Cousin Boris Morton von Toms Vater dabei erwischt, wie er eine Halskette stiehlt. Boris schießt seinem Onkel in den Rücken, versteckt seine Handschuhe in einer Vase und legt die Waffe neben Marys Vater George Travis. Tom verdächtigt George, der später vor Gericht gestellt und zum Tode verurteilt wird. Obwohl sie ihre Verlobung gelöst hat, bittet Mary Tom um Hilfe, um ihren Vater zu retten. Sie überreden Boris, Mary zum Tatort zu begleiten, und als er versucht, seine Handschuhe aus der Vase zu holen, wird er von wartenden Detektiven festgenommen. George wird vom elektrischen Stuhl gerettet, Mary und Tom versöhnen sich.

## Hintergrund
Laut einer Pressemeldung vom 5. Juni 1926 war die Originalgeschichte von Bayard Veiller als Fortsetzung des Spielfilms Outside the Law aus dem Jahr 1920 gedacht. Am 24. Juli 1926 wurde bekannt gegeben, dass Billie Dove ursprünglich als weibliche Hauptrolle besetzt worden war, jedoch durch Marguerite De La Motte ersetzt wurde. 
Die Hauptdreharbeiten sollten innerhalb der nächsten 30 Tage in den Universal-Studios in Universal City beginnen, wie am 28. Juli 1926 angegeben wurde. Am 31. August 1926 wurde bestätigt, dass die Dreharbeiten im Gange waren. Ein Presseartikel vom 25. September 1926 vermerkte, dass E. J. Ratcliffe seine Rolle beendet hatte, „nachdem er in der zweiten Rolle sauber ermordet worden war“. Der Abschluss der Produktion wurde am 10. Oktober 1926 gemeldet, der Beginn des Schnitts am 12. November 1926.
Da keine Kopien der sieben Filmrollen existieren, gilt der Film als verschollen.

## Veröffentlichung
Die Premiere des Films fand am 6. Februar 1927 in New York statt. Noch im selben Jahr kam er im Deutschen Reich in die Kinos.